# Tim Vandenput
Pour les articles homonymes, voir Vandenput.
 (mai 2022).
Si vous disposez d'ouvrages ou d'articles de référence ou si vous connaissez des sites web de qualité traitant du thème abordé ici, merci de compléter l'article en donnant les références utiles à sa vérifiabilité et en les liant à la section « Notes et références ».
Tim V.M. Vandenput, né le 6 novembre 1971 à Uccle est un homme politique belge flamand, membre de OpenVLD.
Il travailla pendant 15 ans dans des entreprises telecom américaines dans des domaines tels que les finances, la gestion et la vente. 

## Décoration
- Chevalier de l'ordre de Léopold (2024)[1]

## Fonctions politiques
- Depuis 2007 : Bourgmestre à Hoeilaart.
- Depuis 2014 : Député fédéral.